# Cocculinella
Cocculinella is een geslacht van weekdieren uit de klasse van de Gastropoda (slakken).

## Soorten
- † Cocculinella bertolasoi Dell'Angelo, Sosso & Bonfitto, 2011[1]
- Cocculinella coercita (Hedley, 1907)
  - = Cocculina coercita Hedley, 1907[2]
- Cocculinella kopua B.A. Marshall, 1983[3]
- † Cocculinella freti Dell'Angelo, Sosso & Bonfitto, 2011[1]
- Cocculinella minutissima (E. A. Smith, 1904)
  - Acmaea minutissima E. A. Smith, 1904
- Cocculinella osteophila B.A. Marshall, 1983[3]